# 曲水镇 (曲水县)
曲水镇（藏語：ཆུ་ཤུར་），是中华人民共和国西藏自治区拉萨市曲水县下辖的一个乡镇级行政单位。

## 行政区划
曲水镇下辖以下地区：
曲水村、曲甫村和茶巴朗村。